# Mazus alpinus
Mazus alpinus är en tvåhjärtbladig växtart som beskrevs av Genkei Masamune. Mazus alpinus ingår i släktet Mazus och familjen Mazaceae. Inga underarter finns listade i Catalogue of Life.